# Gmina Gryfów Śląski
Die Gmina Gryfów Śląski ist eine Stadt- und Landgemeinde im Powiat Lwówecki der Woiwodschaft Niederschlesien in Polen. Ihr Sitz ist die gleichnamige Stadt (deutsch Greiffenberg) mit etwa 6600 Einwohnern.

## Geographie

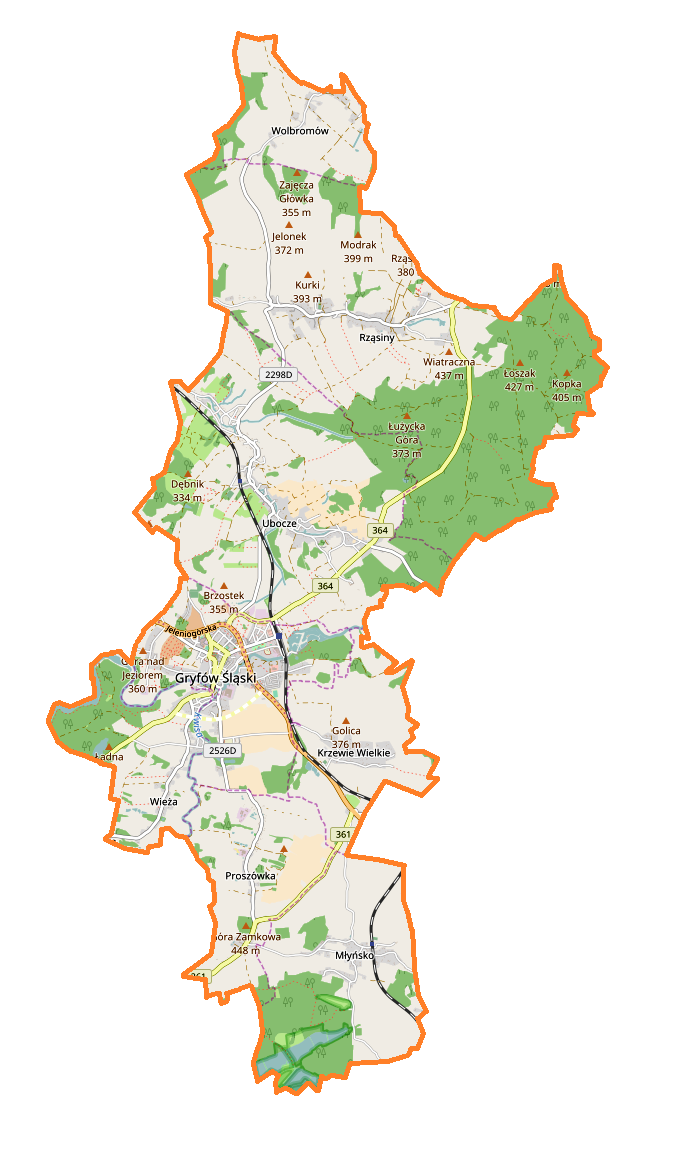
Karte der Gemeinde

Die Gemeinde liegt im Westen der Woiwodschaft Niederschlesien. Nachbargemeinden sind Nowogrodziec im Norden, Lwówek Śląski im Nordosten, Lubomierz im Südosten, Mirsk im Südwesten, Leśna sowie Olszyna im Westen und Lubań im Nordwesten. Breslau liegt etwa 100 Kilometer östlich, die Kreisstadt Lwówek Śląski (Löwenberg in Schlesien) acht Kilometer nordöstlich.
Gryfów Śląski liegt unweit der Grenze zur Oberlausitz. Wichtigstes Gewässer ist die Kwisa (Queis), die unterhalb der Stadt durch die Talsperre Goldentraum zum Jezioro Złotnickie aufgestaut wird. Die Łużyca durchzieht den Südosten der Gemeinde. Die Góra Zamkowa im Südwesten der Gemeinde erreicht eine Höhe von 448 m n.p.m.

## Gliederung

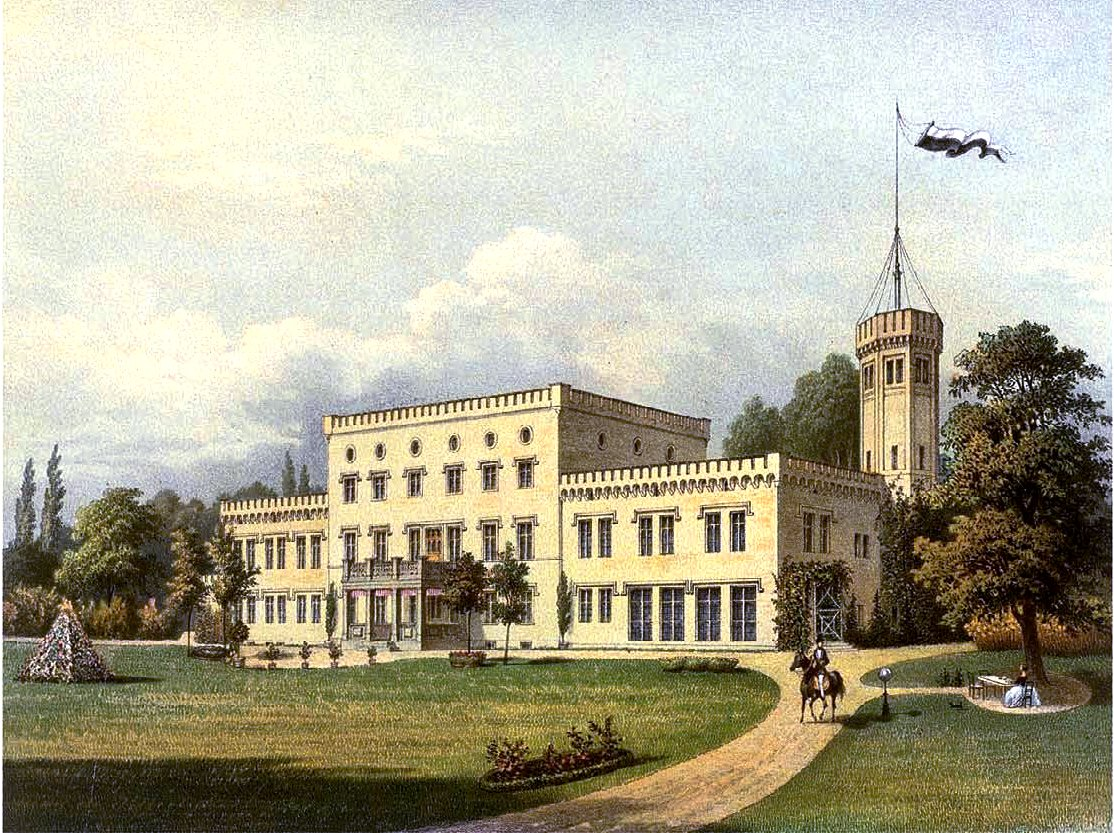
Schloss Schosdorf, Sammlung Alexander Duncker

Zur Stadt- und Landgemeinde Gryfów Śląski gehören neben der Stadt selbst sieben Dörfer (deutsche Namen, amtlich bis 1945) mit Schulzenamt:
- Krzewie Wielkie (Groß Stöckigt)
- Młyńsko (Mühlseiffen)
- Proszówka (Gräflich Neundorf)
- Rząsiny (Welkersdorf)
- Ubocze (Schosdorf)
- Wieża (Wiesa)
- Wolbromów (Klein-Neundorf)

## Verkehr
Die Landesstraße DK30 führt von Jelenia Góra (Hirschberg im Riesengebirge) nach Zgorzelec (Görlitz). Die abzweigenden Woiwodschaftsstraßen DW360 und DW361 führen in südlicher Richtung nach Świecie bei Leśna (Marklissa) und Mirsk (Friedeberg a. Queis).
Der Bahnhof Gryfów Śląski und die Haltepunkte Młyńsko und Ubocze liegen an der Bahnstrecke Breslau–Görlitz.
Der nächste internationale Flughafen ist Breslau.